# 艾 (姓)
艾（がい)は、漢姓の一つ。

## 中国の姓
2020年の中華人民共和国の統計では人数順の上位100姓に入っておらず、台湾の2018年の統計では218番目に多い姓で、1,688人がいる。

### 著名な人物
- 艾青（中国語版） - 中国の詩人。本姓は「蔣」である。
- 艾未未 - 中国の現代美術家。艾青の子。
- 艾敬 - 中国遼寧省瀋陽市出身のシンガーソングライター、女優

## 朝鮮の姓
艾（がい、エ、朝: 애）は、朝鮮人の姓の一つである。

### 氏族
始祖及び起源は未詳。
| 氏族（地域） | 創始者 | 割合 (%) （2000年） |
| ------------ | ------ | ------------------- |
| 漢陽艾氏     |        |                     |
| 延豊艾氏     |        |                     |
| 全州艾氏     |        |                     |

2015年の韓国の調査によると全州艾氏は24人であり、これは韓国の艾氏の全員である。

### 人口と割合
1930年度国勢調査当時京畿道に4世帯があったが、1960年度国勢調査から未確認氏姓となり、1975年度の調査では存在が確認されなかった。
| 年度   | 人口  | 世帯数 | 順位 | 割合 |
| ------ | ----- | ------ | ---- | ---- |
| 1930年 |       | 4世帯  |      |      |
| 1985年 | 66人  |        |      |      |
| 2000年 | 123人 |        |      |      |
| 2015年 | 24人  |        |      |      |